# Ctenothyadidae
Ctenothyadidae (лат.) — семейство тромбидиформных водяных клещей из надсемейства Hydryphantoidea (Parasitengona, Prostigmata).

## Описание
Микроскопического размера клещи (1—2 мм). Генитальное поле с 3-4 парами ацетабул на внешнем крае подвижных генитальных створок; ноги и пальпы с многочисленными короткими, лопастными волосками, причём волоски ног почти полностью покрывают сегменты. Гнатосома с дорсодистальным голенным «когтем», выходящим далеко за пределы основания тарзуса; голени длиннее genua. Хелицеры 2-сегментные.
Покровы мягкие с хорошо развитыми папиллами, которые варьируют от округлых до заострённых; дорсалия и вентралия отсутствуют, места прикрепления мышц представляют собой не более чем небольшие округлые точки; гландулярии либо лежат свободно в теле, либо окружены звёздчатыми склеритами; латеральные глаза в капсулах; средний глаз непигментирован, с постокуляриями, лежащими у его переднелатеральных краёв. Коксы в четырёх группах и несут от нескольких до многочисленных волосков; генитальное поле состоит из парных генитальных створок, которые несут от трёх до пяти пар ацетабул на внешних края. Капитулум и хелицеры похожи на таковые у Hydryphantidae; пальпы не хелатные и несут многочисленные короткие волоски; ноги без плавательных волосков, но покрыты многочисленными короткими волосками; коготки простые.
Небольшое семейство весьма необычных клещей, включающее Ctenothyas verrucosa Lundblad с острова Ява и два вида Stellulathyas из Новой Зеландии. Имаго S. magnified Cook and Hopkins и S. lundbladi Cook and Hopkins были собраны на мхах и травах в преимущественно наземных местообитаниях и до сих пор не были найдены в воде. Они, по-видимому, более приспособлены к наземной жизни, чем любые другие водяные клещи. Своеобразные крупные звёздчатые склериты с редуцированными шипами, связанные с их железами, возможно, служат для удержания влаги.

## Систематика
Включает 2 рода и 3 вида.
- Ctenothyas Lundblad, 1936[7]
  - Ctenothyas verrucosa Lundblad, 1936
- Stellulathyas Cook & Hopkins, 1999[4]
  - Stellulathyas lundbladi Cook & Hopkins, 1998
  - Stellulathyas magnifica Cook & Hopkins, 1998

## Распространение
Индонезия, Новая Зеландия.